# Kagianagami Lake
Der Kagianagami Lake ist ein See im Thunder Bay District im Westen der kanadischen Provinz Ontario.

## Lage
Der Kagianagami Lake befindet sich 300 km nordnordöstlich von Thunder Bay. Der See hat eine Nord-Süd-Längsausdehnung von 20 km und eine Fläche von etwa 80 km². Der See liegt im Bereich des Kanadischen Schilds auf einer Höhe von etwa 290 m. Er bietet eine große offene Wasserfläche. Der Opichuan River entwässert den Kagianagami Lake nach Norden zum Albany River.

## Seefauna
Der Kagianagami Lake wird gewöhnlich per Wasserflugzeug erreicht. Angeltouristen fangen hier Glasaugenbarsch und Hecht.